# ضياء المنشئ
ضياء المنشيء (5 نوفمبر 1941-)، رياضي وأكاديمي وصحفي ومؤرخ رياضي عراقي، ولد في بغداد في الخامس من تشرين الثاني من عام 1941م، وهو عضو في نقابة الصحفيين العراقيين، وفي الاتحاد الدولي للصحافة الرياضية، وصاحب كتاب (موسوعة الكرة العراقية).

## سيرته الرياضية
مارس ضياء المنشئ الرياضة في باكورة حياته، حيث مارس ألعاب كرة القدم وكرة السلة وكرة الماء والسباحة، ومثل فريق نادي الشباب في فعاليات السباحة الأولمبية خلال الخمسينات من القرن الماضي قبل أن يتفرغ لعمله الصحفي.

## سيرته الأكاديمية
درس العلوم البيولوجية. وفي الثمانينات ذهب إلى أمريكا لينال شهادة الدكتوراه في العلوم البيولوجية من جامعة أيداهو في الولايات المتحدة الأمريكية، ليعود بعدها إلى العراق ويمارس التدريس في جامعة بغداد، يجيد اللغتين الإنجليزية والروسية إضافة إلى العربية.

## سيرته الصحفية
مارس العمل الصحفي اعتبارا من عام 1958 فعمل مراسلا لصحيفة (الملعب) في أوروبا للفترة من 1965 وحتى 1968، وفي عام 1971 ساهم في تأسيس صحيفة (الرياضي) لسان حال اللجنة الأولمبية الوطنية العراقية والتي بقي يعمل فيها حتى عام 1978، وفي عام 1979 عمل في القسم الرياضي لصحيفة (الثورة) ليصبح مراسلا لها في أمريكا من عام 1981 وحتى عام 1985، حضر العديد من البطولات والدورات العربية وبطولات كاس العالم والدورات الأولمبية، وانتدب عن صحيفة الثورة إلى أولمبياد موسكو 1980 لتغطية أحداث الدورة، كما كان عضو في الوفد الأولمبي العراقي لأولمبياد لوس انجلوس 1984.

## سيرته مؤرخا
امتاز المنشئ بتصديه لمهمته الأرشيفية كمؤرخ من خلال سلسلة من المؤلفات التي وثق فيها تاريخ الرياضة العراقية والعربية، حاله في ذلك حال إسماعيل محمد وسمير الشكرجي، لكنه امتاز عنهما بإستمراريته واتساع دائرة نشاطه لتشمل ألعاباً أخرى غير كرة القدم وفعاليات رياضية عربية، أصدر في عام 1987 كتابه (صفحات من تاريخ العراق الأولمبي) الذي وثق المشاركات الأولمبية العراقية اعتبارا من دورة لندن 1948، وفي عام 1989 أصدر كتابه (الموسوعة الموجزة للأولمبياد العربي) الذي وثق ولأول مرة تاريخ الدورات الرياضية العربية أعتبارا من الدورة الأولى عام 1953 في الإسكندرية وحتى الدورة السادسة في الرباط عام 1985، وأصبح مرجعا يستند عليه جميع الصحفيين العرب المهتمين بتوثيق تاريخ الدورات الرياضية العربية، وقد كثف المنشئ من جهوده التوثيقية في السنوات الأخيرة فأصدر ثلاث كتب موسوعية هي: (موسوعة الكرة العراقية) في عام 2005 والذي يتحدث عن تاريخ كرة القدم العراقية منذ نشأة اللعبة ودخولها العراق في بداية القرن الماضي وحتى تاريخ نشر الكتاب، أما الكتاب الثاني فهو (الحركة الأولمبية في العراق) في عام 2007 والذي تناول المشاركات العراقية في الدورات الأولمبية من دورة لندن 1948 وحتى دورة أثينا 2004، الكتاب الثالث هو (موسوعة ألعاب الساحة والميدان... الأسرع... الأعلى... الأقوى في العراق) في عام 2008 والذي يتحدث عن تاريخ ألعاب القوى العراقية ومشاركاتها تفصيليا.

## مؤلفاته
- (بيليه جارنيشا وكرة القدم في البرازيل) صدر في بغداد خلال الثمانينات.

- (صفحات من تاريخ العراق الأولمبي) صدر في بغداد عام 1987 بواقع (205) صفحة من الحجم الاعتيادي ويتألف من خمسة فصول هي:

1. الأول/ لمحات تاريخية عن تطور الحركة الرياضية في العراق.
2. الثاني/ نبذة عن الصحافة الرياضية.
3. الثالث/ نشاة اللجنة الأولمبية الوطنية العراقية.
4. الرابع/ تاريخ الألعاب الأولمبية الحديثة.
5. الخامس/ المشاركات العراقية في الدورات الأولمبية إضافة إلى (5) جداول ملحقة في نهاية الكتاب.

- (الموسوعة الموجزة للأولمبياد العربي) صدر في بغداد عام 1989 ويتألف الكتاب أكثر من (500) صفحة من الحجم الكبير، يتحدث بصورة تفصيلية عن تاريخ الدورات الرياضية العربية اعتبارا من الدورة الأولى في الإسكندرية عام 1953 وحتى الدورة السادسة في الرباط عام 1985، ويتألف الكتاب من ثلاثة أقسام رئيسية:

1. القسم الأول/ يتحدث عن الجانب الإداري والتنظيمي للدورة العربية واللجان والاتحادات العربية المشرفة.
2. القسم الثاني/ يتحدث عن الدورات العربية من حيث الدول المشاركة والألعاب في كل دورة من الدورات.
3. القسم الثالث/ فقد خصص لذكر النتائج التفصيلية في معظم الألعاب المشاركة في جميع الدورات من خلال جداول بسيطة ودقيقة.

- (عمو بابا..شاعر الكرة العراقية) صدر في بغداد عام 2000 بقطع من الحجم الصغير ويعتبر السيرة الذاتية لشيخ المدربين العراقيين عمو بابا، اعتبارا من بداياته كلاعب حتى تاريخ صدور الكتاب، حيث يركز على أبرز المحطات التدريبية في حياة عمو بابا وأبرز الأحداث الكروية التي عاشها في الملاعب.

- (موسوعة الكرة العراقية...جكو..جمولي وكرة القدم في العراق) صدر في بغداد في عام 2005 ويتألف الكتاب من (14) فصلا و(3) ملاحق. يتحدث الكتاب في فصله الأول عن نشأة كرة القدم في بلاد الرافدين، ويتناول الفصل الثاني المراحل الخمسة التي مرت بها الكرة العراقية، ويختص الفصل الثالث بتطور العمل التنظيمي (تأسيس اتحاد الكرة والبطولات المحلية)، الفصل الرابع: تشكيل منتخب العراق ويشمل (مدربو المنتخب، وتشكيلات المنتخب، وهدافوه، وأحسن الهدافين في البطولات والدورات، والهدافون خلال الفترة من 1951 إلى 1991، إضافة إلى حملة شارة الكابتن، والخطط التكتيكية، والأكاديميون الحاصلون على شهادة الدكتوراه في كرة القدم)، الفصل الخامس يتناول مشاركات العراق في البطولات العربية (الدورات العربية-كأس العرب-كأس فلسطين-كأس الخليج-بطولة المعارض)، الفصل السادس: مشاركات العراق في البطولات الآسيوية (دورة الألعاب الآسيوية –كأس أمم آسيا)، الفصل السابع مشاركات العراق في الدورات الأولمبية، الفصل الثامن: مشاركات العراق في كأس العالم، الفصل التاسع: شخصيات رياضية (أكرم فهمي - إسماعيل محمد - عادل بشير - ناصر جكو - جمولي -مؤيد البدري- عمو بابا -عبد كاظم)، الفصل العاشر: نتائج مباريات منتخب العراق في اللقاءات الودية، الفصل الحادي عشر: المنتخب العسكري، الفصل الثاني عشر: منتخب شباب العراق، الفصل الثالث عشر: الحكام-قياصرة الملاعب، الفصل الرابع عشر: رجال القلم-كرة القدم والصحافة الرياضية. أما ملاحق الكتاب فتشمل: نتائج مشاركات الأندية العراقية في بطولات العرب والبطولات الآسيوية، إضافة إلى سرد تاريخي للأحداث البارزة في مسيرة اللعبة في العراق.

- (الحركة الأولمبية في العراق) صدر في بغداد عام 2007، ويقع في (400) صفحة، ويتناول تاريخ المشاركات العراقية الأولمبية حتى دورة اثينا 2004، إلى جانب سيرة عدد من الشخصيات الرياضية الأولمبية التي ساهمت في نهضة الرياضة العراقية.

- (موسوعة ألعاب الساحة والميدان..الأسرع.. الأعلى..الأقوى في العراق) صدر في بغداد عام 2008 ويقع في (284) صفحة و(18) فصلا، ويؤرشف الكتاب تاريخ ألعاب القوى العراقية من الألف إلى الياء بالأسماء والأرقام، ويتناول جميع المشاركات المحلية والخارجية على مدى نحو قرن من الزمان، إضافة إلى إلمامات تاريخية حول الرياضة في التاريخ العراقي القديم وفعاليات ألعاب القوى العالمية وتأسيس الاتحاد الدولي.